# Isha-Upanishad
Die Isha-Upanishad ist eine der kürzesten Upanishaden. Sie gehört zu den Mukhya-Upanishaden und entstand im Zeitraum 500 bis 100 v. Chr.

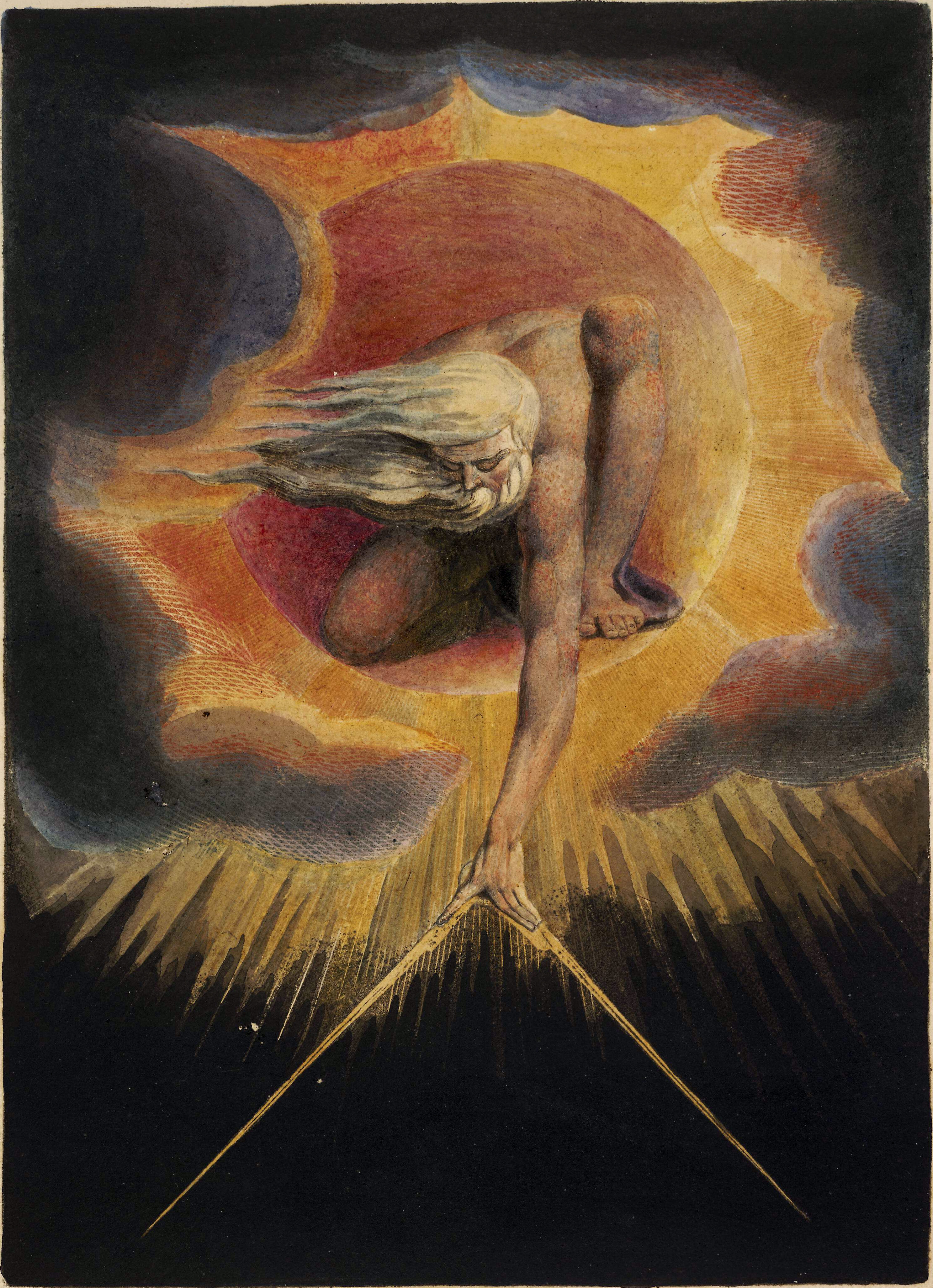
Der Weltschöpfer. Gemälde von William Blake (1794)

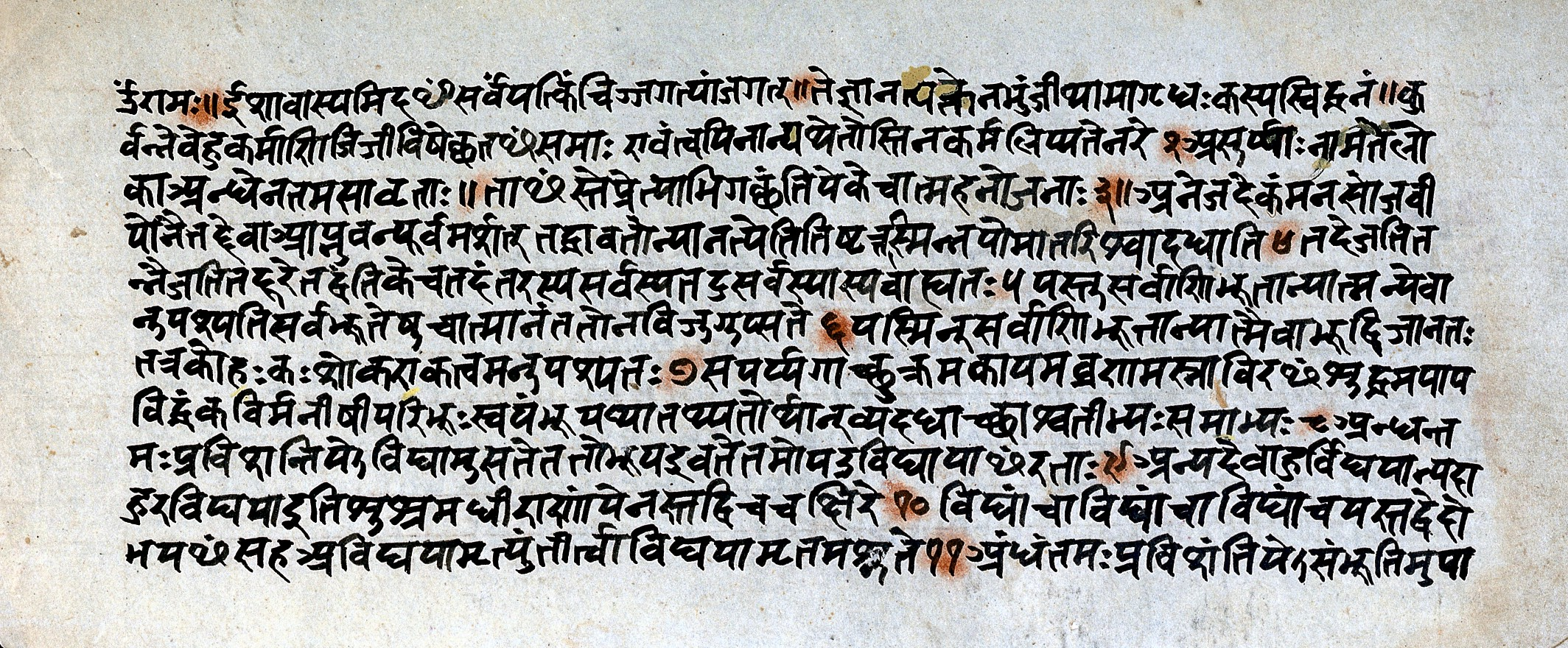
Manuskriptseite eines Textes der Isha-Upanishad in Bengalischer Schrift

## Etymologie
Die Bezeichnung Isha-Upanishad, in Sanskrit ईशोपनिषद् - īśopaniṣad stammt aus der Eingangsstrophe oṁ īśāvāsyam.
Isha (ईशा – īśā) bedeutet Herr oder Gott (Ishvara); Isha leitet sich seinerseits ab vom Substantiv ईश – īś (Eigner, Herrscher, Oberhaupt) bzw. vom gleichlautenden  Verb (fähig sein, in der Lage sein, können, vermögen). Die indoeuropäische Wurzel ist *aik- und die germanische Wurzel *aigana-, Deutsch eigen und engl. own.
Upanishad (उपनिषद् - upaniṣad) bedeutet wörtlich das Sich-in-der-Nähe-Niedersetzen;
āvāsyam = gelenkt, geleitet, kontrolliert, beherrscht; umgeben, umhüllt, bemäntelt;
īśa = vom Herrn, von Gott;
Īśāvāsyam bedeutet somit Von Gott gelenkt oder von Gott umgeben.
Isha als Bezeichnung für die höchste Gottheit wird auch in der Svetasvatara-Upanishad verwendet, die um zirka 300 v. Chr. entstanden ist. Der Begriff Isha wird hier Rudra zugedacht. Im Manusmriti, das gegen 200 v. Chr. verfasst wurde, steht der Terminus Isha für ein monistisches, panentheistisches Höchstes Wesen.

## Beschreibung
Da die Isha-Upanishad insgesamt nur aus 17 oder 18 Versen aufgebaut ist, ähnelt sie mehr einem Gedicht als einer philosophischen Abhandlung. Sie bildet im Weißen Yajurveda (Shukla Yajurveda) das 40. und letzte Kapitel (adhyāya). Erhalten geblieben ist sie in zwei Shakhas, in der Kanva-Schule als Vājasaneyi Samhita Kānva (VSK 40) und in der Madhyandina-Schule alsVājasaneyi Samhita Madhyandina (VSM 40).
In der VSK-Version besteht die Isha-Upanishad aus insgesamt 18 Versen, wohingegen in der VSM-Version nur 17 erhalten sind. Die Verse 1 bis 8 sind in beiden Versionen identisch. Die VSK-Verse 9 bis 14 erfahren in der  VSM eine Verdrehung der Reihenfolge und korrespondieren mit den VSM-Versen 12, 13, 14, 9, 10, 11. VSK-Vers 15 ist nur teilweise identisch mit VSM 17. VSK-Vers 16 fehlt in der VSM. Die VSK-Verse 17 und 18 werden in der VSM durch die Verse 15 und 16 repräsentiert.
Die Versnummerierung in der  Isha  Upanishad folgt der Versanordnung in der VSK, d. h.  IśUp 1–18 korrespondiert mit VSK 40, 1–18.
Der in der VSM fehlende Vers  IśUp 18 ist identisch mit dem Vers 189, 1 des Mandala 1 des Rigveda (RV  1, 189, 1) und stellt eine Anrufung Agnis dar.

## Bedeutung
Paul Deussen (1908) gruppiert die Isha-Upanishad zusammen mit der Kena-Upanishad, der Katha-Upanishad, der Svetasvatara-Upanishad und der Mundaka-Upanishad unter den poetischen Upanishaden.
Wie andere Kerntexte des Vedanta wird auch die Isha-Upanishad von verschiedenen Traditionen innerhalb des Hinduismus als Offenbarungsschrift (Shruti) betrachtet.
Die Bedeutung der Isha-Upanishad liegt in ihrer Beschreibung der Natur des Höchsten Wesens, die eine Art von Monismus oder Monotheismus unter der Bezeichnung Isha oder Herr impliziert. Im Vers 8 wird dieses Wesen als

„unverkörpert, allwissend, fehlerlos, ohne Adern, rein und unbefleckt“

 beschrieben.
In den Versen 4 und 5 als

„jemand, der sich bewegt und gleichzeitig ruht, der sehr weit entfernt ist, aber dennoch sehr nah, der sich schneller als das Denken bewegt, obwohl er in seiner Ruhestatt verweilt.“

## Inhalt

### Anrufung
Dem eigentlichen Verstext geht die Anrufung (Invokation) voraus. Sie lautet:
ॐ पूर्णमदः पूर्णमिदं पूर्णात् पूर्णमुदच्यते ।
पूर्णस्य पूर्णमादाय पूर्णमेवावशिष्यते ॥
oṁ pūrṇam adaḥ pūrṇam idaṁ
pūrṇāt pūrṇam udacyate
pūrṇasya pūrṇam ādāya
pūrṇam evāvaśiṣyate
oder in einer Übersetzung, die A. C. Bhaktivedanta Prabhupada folgt:

„Oṁ. Die Persönlichkeit Gottes ist perfekt und vollkommen. Da sie vollkommen perfekt ist, sind auch ihre sämtlichen Emanationen wie diese phänomenale Welt perfekt als Vollkommenes Ganzes geschaffen worden. Was immer vom Vollständigen Ganzen abgesondert wird ist in sich vollständig. Da die Persönlichkeit Gottes ein Vollständiges Ganzes ist, bleibt sie selbst nach Absonderung all dieser vollständigen Teile in perfektem Gleichgewicht.“

### Vers 1
Der erste Vers lautet:

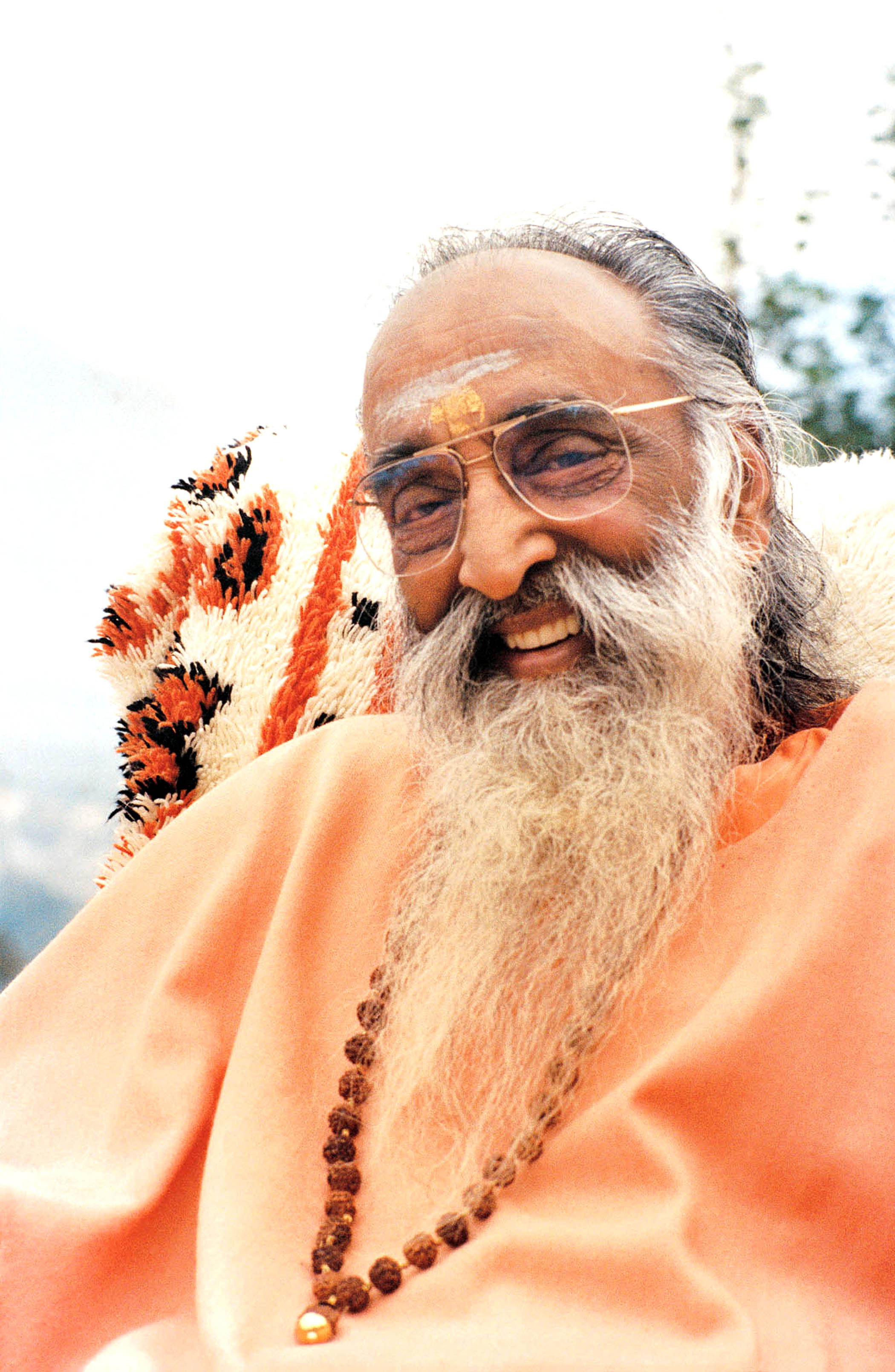
Swami Chinmayananda

ॐ ईशा वास्यमिदं सर्वं यत्किञ्च जगत्यां जगत्।
तेन त्यक्तेन भुञ्जीथाः मा गृधः कस्यस्विद्धनम्॥१॥
oṁ  īśā vāsyam idaṃ sarvaṃ ¦ yat kiñca jagatyāṃ jagat |
tena tyaktena bhuñjīthā ¦ mā gṛdhaḥ kasya sviddhanam ||
In der wörtlichen Übersetzung von Ralph T. H. Griffith aus dem Jahr 1899:

„ Oṁ. Dieses All muss vom Herrn umschlossen sein – sowie sämtliche Dinge, die sich auf dieser Erde bewegen.
Dies erkannt habend erfreue dich. Aber begehre nicht den Reichtum anderer.“

Zum Vergleich eine neuere Übersetzung beruhend auf A. C. Bhaktivedanta Prabhupada:

„Alles im Universum wird vom Herrn gelenkt, ob unbelebt oder belebt. Akzeptiere daher nur Dinge, die dir wirklich zustehen und erstrebe nicht den Reichtum anderer (wohlwissend, wem er gehört).“

Vers 1 ist von besonderer Bedeutung für den Vedanta und den Hinduismus insgesamt. Gandhi schätzte ihn so sehr, dass er bemerkte:

„ Selbst wenn alle Upanishaden und alle anderen Schriften plötzlich zu Asche reduziert würden und nur der erste Vers der Ishopanishad im Gedächtnis der Hindus verbliebe, so wäre dem Hinduismus ewiger Bestand garantiert.“

Ähnlich kommentiert auch Chinmayananda:

„Der erste Vers dieser unvergleichlichen Upanishad ist in sich ein Miniaturlehrbuch für Philosophie. Neben seiner umfassenden Darstellung der Wahrheit liefert er einen lebendigen Beitrag zur Wahrheitserkenntnis, in einer Sprache, die in ihrer philosophischen Schönheit und literarischen Perfektion seinesgleichen sucht. Seine Mantras sind Kurzvorlesungen über Philosophie und ein jedes lädt zur Kontemplation ein.“

Auch Max Müller unterstreicht die Bedeutung des ersten Verses. Die Verwendung des Begriffs Herr hebt die persönliche Natur Gottes hervor, welche in der späteren Bhakti-Bewegung zum Standard wurde. Für die mystische Vedanta-Schule ist dies jedoch eher untypisch, da sie abstrakte Konzepte wie Atman oder Brahman bevorzugt. Das Wort Isha taucht im restlichen Text nicht mehr auf. Sein Erscheinen im ersten Vers wird als Indiz für das relativ späte Entstehungsdatum der Isha-Upanishad innerhalb des Mukhya-Korpus angesehen.
In seinem Kommentar bemerkt Swami Chinmayananda, dass die 18 Verse der VSK-Rezension in sieben gedanklichen Wellen erfolgen.
Die ersten drei Verse repräsentieren drei bestimmte Lebenswege, Verse 4 bis 8 heben das Erkennen der Wahrheit hervor, Verse 9 bis 14 enthüllen den zur Läuterung führenden Pfad der Andacht, Verse 15 bis 17 beinhalten die Aufforderung der Rishis, der göttlichen Natur des Menschen gewahr zu werden und der abschließende Vers 18 enthält ein Gebet an den Herrn, sämtlichen Suchenden Kraft zu verleihen, um die Lehren der Upanishad im Leben umzusetzen.